# Harry Hoppe
Harry Hoppe (* 11. Februar 1894 in Braunschweig; †  23. August 1969 in Wetzlar) war ein deutscher Generalleutnant im Zweiten Weltkrieg.

## Leben
Hoppe diente als Offizier im Ersten Weltkrieg. Nach Ende des Krieges war er in einem Freikorps aktiv und wurde in die Reichswehr übernommen. Dort war er Generalstabsoffizier und Kommandeur in verschiedenen Einheiten. Er führte während des Zweiten Weltkrieges unter anderem als Kommandeur die 126. Infanterie-Division und die 278. Infanterie-Division.

## Auszeichnungen
- Eisernes Kreuz (1914) II. und I. Klasse
- Verwundetenabzeichen (1918) in Silber
- Ritterkreuz des Königlichen Hausordens von Hohenzollern
- Spange zum Eisernen Kreuz II. und I. Klasse
- Infanterie-Sturmabzeichen in Silber
- Deutsches Kreuz in Gold am 16. Mai 1942
- Ritterkreuz des Eisernen Kreuzes mit Eichenlaub[1]
  - Ritterkreuz am 12. September 1941
  - Eichenlaub am 18. Dezember 1944 (682. Verleihung)